# Скіноаса
Скіноаса (рум. Schinoasa) — село у Калараському районі Молдови. Входить до складу комуни, адміністративним центром якої є село Цибіріка.